# James May
James Daniel May (16. ledna 1963, Bristol, Velká Británie) je britský televizní moderátor, novinář a spisovatel. Patřil do trojice moderátorů Top Gearu a také týdně píše do rubriky pro The Daily Telegraph o automobilech. V Top Gearu, který moderoval spolu s Jeremym Clarksonem a Richardem Hammondem má přezdívku „Kapitán šnek“ ("Captain Slow") kvůli svému velmi bezpečnému stylu jízdy a ještě bezpečnějšímu smyslu pro bloudění. Po odchodu z Top Gearu v roce 2015 se trio rozhodlo uvádět nový pořad The Grand Tour.

## Osobní život
James se narodil v Bristolu 16. ledna 1963 jako jeden ze 4 dětí (má 2 sestry a 1 bratra). Chodil na základní školu v Newportu a pokračoval ve studiu Rotherhamu, následně absolvoval hudební vědy na Lancaster University. Na střední škole byl součástí chlapeckého pěveckého sboru ve Whistonu a je vášnivým hráčem na flétnu a piano. Po absolvování univerzity pracoval v kanceláři nemocnice v Chelsea.
Momentálně žije James v Londýně (Hammersmith) se svou přítelkyní, taneční kritičkou Sarah Frater, se kterou je od roku 2000. Společnost jim dělá kocour Fusker, který byl dar od manželky Richarda Hammonda, Mindy.
May vlastnil a vlastní velký počet aut: Bentley T2, Triumph 2000, Alfa Romeo 164, Jaguar XJS, Porsche Boxster S (o kterém prohlašuje, že je jediné, které si pořídil nové), Mini Cooper, Ferrari F430 a další, včetně motocyklů. Má náklonnost k prestižním autům jako jsou Rolls-Royce a Bentley, jednoduchým vozům typu Fiat Panda a dalším. Často však používá skládací kolo od firmy Brompton Bicycle. Autoškolu úspěšně absolvoval až na druhý pokus a tvrdí: „Ti nejlepší to zvládnou až napodruhé.“ Také se považuje za experta přes Rolls-Royce.
James vlastní pilotní licenci na lehká letadla, avšak nezískal oprávnění létat v noci
Objevil (dle jeho vlastního tvrzení) pramen Nilu. A to společně se svými kolegy z Top Gearu v 19. sérii tohoto pořadu. Našel ho v Tanzanii na druhé straně Viktoriina jezera, než myslí ostatní. Na to, že leží v těchto místech, jelikož je to dál od Gibraltaru než se uvádí, přišel „orangutan“ Jeremy Clarkson.

## Kariéra
May pracoval od 80. let pro The Enginner a později také pro Autocar magazín, ze kterého byl vyhozen. Napsal mnoho sloupků pro Car Magazine a Top Gear magazín. Napsal knihu May On Motors, která je souhrnem jeho sloupků. Dále napsal Notes From The Hard Shoulder, James May’s 20th Century a další.
James May se poprvé ukázal v Top Gearu v roce 1999 na nějakou dobu, poté se opakovaně přidal v 2. sérii v roce 2003, kde získal svou přezdívku "Captain Slow". I přes tuto přezdívku překvapil diváky svou rychlou jízdou s Bugatti Veyron (407 km/h – téměř 1/3 rychlosti zvuku) a následně s Bugatti Veyron 16.4 Super Sport dosáhl rychlosti 417 km/h. V Top Gearu působil 12 let až do ukončení spolupráce s hlavní moderátorskou trojicí.
Stal se společně s Jeremym Clarksonem jedním z prvních lidí, kteří cestovali na Severní magnetický pól s použitím upraveného modelu Toyoty Hilux. Později v Top Gearu prohlásil, že tam vlastně nechtěl, a stal se tak prvním člověkem, který se dostal na Severní magnetický pól a nechtěl tam.
Také projel bolivijskou džungli se Suzuki SJ413 a pokračoval s tímto vozem přes "Cestu smrti" – Yungas Road – přes Andy až k Pacifiku. A dále celou Indii, Jižní Afriku, Vietnam, Patagonii a různé státy USA, to vše se svými kolegy z Top Gearu.
Nyní spolu se svými bývalými kolegy z Top Gearu moderuje show The Grand Tour, což je obdoba starého Top Gearu od společnosti Amazon. Vznikla poté, co Top Gear ukončil spolupráci s Jeremy Clarksonem a jeho kolegové Richard Hammond a May (a také producent Andy Wilman) se následně rozhodli odejít dobrovolně. Poté založili vlastní show, tedy The Grand Tour.

## Pořady
Kromě Top Gearu James moderoval dokument pro Sky o žralocích – Inside Killer Sharks a také James May's 20th Century, který pohlížel na objevy a vynálezy 20. století. V roce 2008 také moderoval James May's Big Ideas, kde cestoval po celém světě a hledal různé vynálezy a myšlenky, které byly použity ve sci-fi.
V roce 2006 spolupracoval James s Ozem Clarkem v Oz and James's Big Wine Adventure, pořadu, ve kterém oba cestovali po Francii – May je zapřisáhlý "pivař". V druhé sérii, v roce 2007, cestovali po vinařské Kalifornii a následně ve 3. sérii se oba vydali za vínem po Británii, a to v roce 2009.
Dále také provází pořadem James May's man lab na kanálu Discovery Channel.
Další Pořady: Hračky Jamese Maye (James May's ToyStories). Tento pořad odvysílala v roce 2012 i televize Prima Cool. Natočil také dokumentární sérii James May: Our Man in Japan, ve které putuje po Japonsku.